# The Elders
The Elders (укр. Старійшини) — міжнародна неурядова організація громадських діячів, відомих як високопоставлені державні діячі, борці за мир та захисники прав людини, які були зібрані Нельсоном Манделою у 2007 році. Вони називають себе «незалежними глобальними лідерами, які працюють разом в ім'я миру та прав людини». Мета, яку Мандела поставив перед Старійшинами, полягала в тому, щоб використати свій «майже 1000-річний колективний досвід» для вирішення, здавалося б, непереборних проблем, таких як зміна клімату, ВІЛ/СНІД та бідність, а також «використовувати свою політичну незалежність, щоб допомогти вирішити деякі з найважчих конфліктів у світі».

## Історія
Станом на листопад 2018 року The Elders очолює Мері Робінсон і складається з десяти старійшин та п'яти почесних старійшин. Кофі Аннан обіймав посаду голови з 2013 р. до своєї смерті у 2018 р.;  Десмонд Туту шість років обіймав посаду голови, перш ніж піти у відставку у травні 2013 року, і залишався почесним старійшиною до своєї смерті у 2021 році.
Організація була ініційована англійським філантропом Річардом Бренсоном і музикантом і правозахисником Пітером Ґебріелом разом з активістом проти апартеїду та колишнім президентом ПАР Нельсоном Манделою. Мандела оголосив про створення групи в день свого вісімдесят дев'ятого дня народження 18 липня 2007 року в Йоганнесбурзі, Південно-Африканська Республіка.
На церемонії запуску на сцені було залишено порожній стілець для Аун Сан Су Чжі, правозахисниці, яка на той час перебувала в ув'язненні в Бірмі/М'янмі. На презентації були присутні Кофі Аннан, Джиммі Картер, Граса Машел, Нельсон Мандела, Мері Робінсон, Десмонд Туту, Мухаммад Юнус та Лі Чжаосін. На презентації не були присутні Ела Бхатт, Ґру Гарлем Брунтланн, Лахдар Брахімі та Фернандо Енріке Кардозо. Мартті Ахтісаарі приєднався до The Elders у вересні 2009 р., Хіна Джілані та Ернесто Седільо в липні 2013 р. і Рікардо Лагос у червні 2016 р. У червні 2017 р. до групи  Пан Гімун. Зейд Раад Аль Хусейн, Хуан Мануель Сантос та Еллен Джонсон-Серліф приєдналися до The Elders у січні 2019 року.
Старійшини фінансуються групою донорів, які входять до консультативної ради.

## Старійшини
| Країна           | Фото | Ім'я                 | Посада | Роль у організації   |
| ---------------- | ---- | -------------------- | --- | -------------------- |
| Норвегія         |      | Ґру Гарлем Брунтланн | експрем'єр-міністр Норвегії, ексгенеральний директор Всесвітньої організації охорони здоров'я                                   |                      |
| Пакистан         |      | Хіна Джілані         | Колишній спеціальний представник Генерального секретаря ООН із роботи з правозахисниками                                        |                      |
| Мозамбік, ПАР    |      | Граса Машел          | Єдина у світовій історії жінка, яка була першою леді двох різних держав (Мозамбіка у 1975—1986 роках та ПАР у 1998—1999 роках). | Заступник голови     |
| Ірландія         |      | Мері Робінсон        | Перша жінка-президент Ірландії з 1990 до 1997 року. Із 1997 по 2002 займала пост Верховного комісара ООН з прав людини.         | Голова               |
| Мексика          |      | Ернесто Седільо      | Президент Мексики з 1 грудня 1994 по 30 листопада 2000 року.                                                                    |                      |
| Чилі             |      | Рікардо Лаґос        | Президент Чилі в період 2000–2006 років.                                                                                        |                      |
| Республіка Корея |      | Пан Гімун            | 8-й Генеральний секретар ООН (1 січня 2007 — 31 грудня 2016 рр.)                                                                | співзаступник голови |
| Ліберія          |      | Елен Джонсон-Серліф  | 24-й президент Ліберії, лауреат Нобелівської премії миру 2011 року                                                              |                      |
| Колумбія         |      | Хуан Мануель Сантос  | 32-й президент Колумбії, лауреат Нобелівської премії миру                                                                       |                      |
| Йорданія         |      | Зейд Раад Аль Хусейн | Колишній Верховний комісар Організації Об'єднаних Націй з прав людини з 2014 по 2018 рік                                        |                      |

## Почесні старійшини
| Країна    | Фото | Ім'я                    | Посада |
| --------- | ---- | ----------------------- | --- |
| Алжир     |      | Лахдар Брахімі          | Алжирський дипломат, міністр закордонних справ Алжиру у 1991–1993.                                                                     |
| США       |      | Джиммі Картер           | Колишній американський політик, 39-й президент Сполучених Штатів Америки з 1977 до 1981 року, лауреат Нобелівської премії миру 2002 р. |
| Бразилія  |      | Фернандо Енріке Кардозо | Президент Федеративної Республіки Бразилія протягом двох термінів в 1995—2003 роках.                                                   |
| Індія     |      | Ела Бхатт               | засновниця Асоціації самозайнятих жінок Індії                                                                                          |
| Фінляндія |      | Мартті Ахтісаарі        | У 1994—2000 роках був президентом Фінляндії                                                                                            |

## Старійшини та Україна
17 серпня 2022 року під час вторгнення Росії в Україні до України прибули заступник голови незалежної групи, колишній Генеральний секретар ООН Пан Гімун та член цієї групи лауреат Нобелівської премії миру експрезидент Колумбії Хуан Мануель Сантос.
Під час зустрічі із заступником голови незалежної групи світових лідерів Керівник Офісу Президента України Андрій Єрмак, подякував їм за візит та підтримку нашої держави. 
Під час зустрічі з Президентом України Володимиром Зеленським говорили про те, що Росія зруйнувала світовий порядок, а їх дії виходять за межі будь-яких норм міжнародного права та правил ведення війни. 
Під час розмови підняли тему, що за останні місяці Європа та світ уже вдруге опиняються на порозі ядерної катастрофи через дії росіян на Чорнобильській та Запорізькій АЕС.
Також говорили про важливість збереження уваги до України, про зброю та посилення санкцій проти Росії, гарантії безпеки для нашої держави після завершення війни. 
Хуан Мануель Сантос та Пан Гімун заявили про підтримку України та важливість покарати Росію за вторгнення в Україну та порушення основних принципів Статуту ООН.